# Linslade
Linslade is een plaats in het bestuurlijke gebied Central Bedfordshire, in het Engelse graafschap Bedfordshire met 11.590 inwoners.